# Kyllburgweiler
Kyllburgweiler es un municipio situado en el distrito de Bitburg-Prüm, en el estado federado de Renania-Palatinado (Alemania). Tiene una población estimada, a mediados de 2023, de 98 habitantes.
Está ubicado en la región de Eifel, cerca de la frontera con Luxemburgo, al norte de la ciudad de Tréveris y del río Mosela —un afluente del Rin por la izquierda—.
El municipio está integrado a la mancomunidad (verbandsgemeinde) de Bitburger Land.